# Natação no Campeonato Europeu de Esportes Aquáticos de 2012 - 100 m peito feminino
A prova dos 100 metros peito feminino da natação no Campeonato Europeu de Esportes Aquáticos de 2012 ocorreu nos dias 22 e 23 de maio em Debrecen na Hungria. 

## Calendário
| Fase          | Data       | Hora  |
| ------------- | ---------- | ----- |
| Eliminatórias | 22 de maio | 09:54 |
| Semifinal     | 22 de maio | 17:33 |
| Final         | 23 de maio | 17:52 |

Todos os horários estão no horário local (UTC+1)

## Recordes
Antes desta competição, os recordes eram os seguintes:
| Recorde mundial       | Jessica Hardy  | 1:04.45 | Federal Way | 7 de agosto de 2009  |
| Recorde europeu       | Yuliya Efimova | 1:05.41 | Roma        | 28 de julho de 2009  |
| Recorde do campeonato | Yuliya Efimova | 1:06.32 | Budapeste   | 11 de agosto de 2010 |

## Medalhistas
| Ouro              | Prata                  | Bronze                        |
| Sarah Poewe (GER) | Jennie Johansson (SWE) | Marina Garcia Urzainqui (ESP) |

## Resultados

### Eliminatórias
Esses foram os resultados das eliminatórias. 
| Pos. | Bateria | Raia | Nadadora                  | Nacionalidade        | Tempo   | Notas            |
| ---- | ------- | ---- | ------------------------- | -------------------- | ------- | ---------------- |
| 1    | 7       | 3    | Caroline Ruhnau           | Alemanha             | 1:07.85 | Q                |
| 2    | 6       | 4    | Sarah Poewe               | Alemanha             | 1:08.05 | Q                |
| 3    | 6       | 6    | Sycerika McMahon          | Irlanda              | 1:08.37 | Q,               |
| 4    | 7       | 4    | Jennie Johansson          | Suécia               | 1:08.38 | Q                |
| 5    | 6       | 3    | Petra Chocová             | Chéquia              | 1:08.58 | Q                |
| 6    | 7       | 5    | Concepcion Badillo Diaz   | Espanha              | 1:08.75 | Q                |
| 7    | 5       | 7    | Martina Moravciková       | Chéquia              | 1:08.92 | Q                |
| 8    | 5       | 5    | Marina Garcia Urzainqui   | Espanha              | 1:09.17 | Q                |
| 9    | 7       | 6    | Valentina Artemyeva       | Rússia               | 1:09.35 | Q                |
| 10   | 4       | 5    | Katharina Stiberg         | Noruega              | 1:09.65 | Q                |
| 11   | 6       | 8    | Hrafnhildur Lúthersdóttir | Islândia             | 1:09.66 | Q                |
| 12   | 5       | 2    | Chiara Boggiatto          | Itália               | 1:09.67 | Q                |
| 13   | 7       | 7    | Dilara Buse Günaydin      | Turquia              | 1:09.67 | Q                |
| 14   | 5       | 8    | Tanja Šmid                | Eslovênia            | 1:09.98 | Q                |
| 15   | 5       | 6    | Fiona Doyle               | Irlanda              | 1:10.16 | Q                |
| 16   | 4       | 6    | Mariya Liver              | Ucrânia              | 1:10.21 | Q                |
| 17   | 6       | 5    | Joline Höstman            | Suécia               | 1:10.23 |                  |
| 18   | 7       | 1    | Anna Sztankovics          | Hungria              | 1:10.37 |                  |
| 19   | 4       | 3    | Sara Nordenstam           | Noruega              | 1:10.39 |                  |
| 20   | 7       | 2    | Vanessa Grimberg          | Alemanha             | 1:10.46 |                  |
| 21   | 5       | 3    | Sophie Allen              | Reino Unido          | 1:10.56 |                  |
| 22   | 2       | 2    | Brigitta Gregus           | Hungria              | 1:10.59 |                  |
| 23   | 6       | 2    | Irina Novikova            | Rússia               | 1:10.61 |                  |
| 24   | 5       | 4    | Lisa Fissneider           | Itália               | 1:10.69 |                  |
| 25   | 5       | 1    | Fanny Lecluyse            | Bélgica              | 1:10.82 |                  |
| 26   | 2       | 5    | Alona Ribakova            | Letônia              | 1:10.83 | Recorde nacional |
| 26   | 3       | 4    | Ganna Dzerkal             | Ucrânia              | 1:10.83 |                  |
| 28   | 7       | 8    | Fanny Babou               | França               | 1:10.88 |                  |
| 29   | 4       | 4    | Ana Pinho Rodrigues       | Portugal             | 1:10.91 |                  |
| 30   | 6       | 7    | Tjasa Vozel               | Eslovênia            | 1:10.93 |                  |
| 31   | 3       | 6    | Raminta Dvariškytė        | Lituânia             | 1:11.07 |                  |
| 32   | 1       | 5    | Ivana Ninković            | Bósnia e Herzegovina | 1:11.19 | Recorde nacional |
| 33   | 3       | 8    | Anastasia Christoforou    | Chipre               | 1:11.34 |                  |
| 34   | 4       | 8    | Zuzana Mimovicová         | Eslováquia           | 1:11.65 |                  |
| 35   | 2       | 4    | Anastasiya Malyavina      | Ucrânia              | 1:11.94 |                  |
| 35   | 3       | 3    | Erla Dögg Haraldsdóttir   | Islândia             | 1:11.94 |                  |
| 37   | 4       | 2    | Mario Georgia Michalaka   | Grécia               | 1:11.98 |                  |
| 38   | 4       | 1    | Ewa Scieszko              | Polónia              | 1:12.12 |                  |
| 39   | 3       | 7    | Shani Stallard            | Irlanda              | 1:12.28 |                  |
| 40   | 4       | 7    | Tatiana Chisca            | Moldávia             | 1:12.30 |                  |
| 41   | 3       | 5    | Evghenia Tanasienco       | Moldávia             | 1:12.33 |                  |
| 42   | 2       | 7    | Dorottya Bíró             | Hungria              | 1:12.70 |                  |
| 43   | 3       | 2    | Helena Pikhartová         | Chéquia              | 1:12.84 |                  |
| 44   | 2       | 6    | Sandra Swierczewska       | Áustria              | 1:13.14 |                  |
| 45   | 2       | 3    | Evelina Aizpuriete        | Letônia              | 1:13.23 |                  |
| 46   | 1       | 4    | Vangelina Draganova       | Bulgária             | 1:13.89 |                  |
| 47   | 1       | 3    | Maria Harutjunjan         | Estónia              | 1:14.22 |                  |
| 48   | 6       | 1    | Jenna Laukkanen           | Finlândia            | DSQ     |                  |
| 48   | 3       | 1    | Ceren Dilek               | Turquia              | DSQ     |                  |

### Semifinal
Esses foram os resultados das semifinais. 
Semifinal 1
| Pos. | Raia | Nadadora                | Nacionalidade | Tempo   | Notas |
| ---- | ---- | ----------------------- | ------------- | ------- | ----- |
| 1    | 5    | Jennie Johansson        | Suécia        | 1:07.65 | Q     |
| 2    | 4    | Sarah Poewe             | Alemanha      | 1:07.70 | Q     |
| 3    | 6    | Marina Garcia Urzainqui | Espanha       | 1:08.08 | Q     |
| 4    | 3    | Concepcion Badilla Diaz | Espanha       | 1:08.40 | Q     |
| 5    | 7    | Chiara Boggiatto        | Itália        | 1:08.87 | Q     |
| 6    | 8    | Mariya Liver            | Ucrânia       | 1:09.22 |       |
| 7    | 1    | Katharina Stiberg       | Noruega       | 1:09.44 |       |
| 8    | 2    | Tanja Šmid              | Eslovênia     |         | DSQ   |

Semifinal 2
| Pos. | Raia | Nadadora                  | Nacionalidade | Tempo   | Notas |
| ---- | ---- | ------------------------- | ------------- | ------- | ----- |
| 1    | 4    | Caroline Ruhnau           | Alemanha      | 1:08.01 | Q     |
| 2    | 5    | Sycerika McMahon          | Irlanda       | 1:08.37 | Q,    |
| 3    | 6    | Martina Moravciková       | Chéquia       | 1:08.93 | Q     |
| 4    | 3    | Petra Chocová             | Chéquia       | 1:09.00 |       |
| 5    | 8    | Fiona Doyle               | Irlanda       | 1:09.68 |       |
| 6    | 2    | Valentina Artemyeva       | Rússia        | 1:09.76 |       |
| 7    | 7    | Hrafnhildur Lúthersdóttir | Islândia      | 1:10.06 |       |
| 8    | 1    | Dilara Buse Günaydin      | Turquia       | 1:10.32 |       |

### Final
Esse foi o resultado da final. 
| Pos.              | Raia | Nadador                 | Nacionalidade | Tempo   | Notas |
| ----------------- | ---- | ----------------------- | ------------- | ------- | ----- |
| Medalha de ouro   | 5    | Sarah Poewe             | Alemanha      | 1:07.33 |       |
| Medalha de prata  | 4    | Jennie Johansson        | Suécia        | 1:07.85 |       |
| Medalha de bronze | 6    | Marina Garcia Urzainqui | Espanha       | 1:07.91 |       |
| 4                 | 3    | Caroline Ruhnau         | Alemanha      | 1:07.95 |       |
| 5                 | 2    | Sycerika McMahon        | Irlanda       | 1:08.72 |       |
| 6                 | 7    | Concepcion Badilla Diaz | Espanha       | 1:08.76 |       |
| 7                 | 1    | Chiara Boggiatto        | Itália        | 1:08.82 |       |
| 8                 | 8    | Martina Moravciková     | Chéquia       | 1:08.87 |       |

Legenda
| Recorde mundial       | Recorde mundial (World record)               |                       | Recorde africano                      | Recorde africano (African) |                                           | Q | Classificado por posição (Qualified) |
| Recorde do campeonato | Recorde do campeonato (Championship record)  | Recorde da América    | Recorde da América (Americas)         | q                          | Classificado por melhor tempo (Qualified) |   |                                      |
| Melhor marca do ano   | Melhor marca do ano (World leading)          | Recorde asiático      | Recorde asiático (Asian)              | DNS                        | Não largou (Did not start)                |   |                                      |
| Recorde nacional      | Recorde nacional (National record)           | Recorde europeu       | Recorde europeu (European)            | DNF                        | Não terminou (Did not finish)             |   |                                      |
| Recorde pessoal       | Recorde pessoal do atleta (Personal best)    | Recorde da Oceania    | Recorde da Oceania (Oceania)          | DSQ / DQ                   | Desclassificado (Disqualified)            |   |                                      |
| Recorde da temporada  | Recorde da temporada do atleta (Season best) | Recorde sul-americano | Recorde sul-americano (South America) | NM                         | Sem marca (No mark)                       |   |                                      |